# Партија за демократско деловање
Партија за демократско деловање (алб. Partia për veprim demokratik; скраћено PVD или ПДД) је политичка странка у Србији, која представља албанску етничку мањину. Актуелни вођа странке је Шаип Камбери.

## Недавна историја
На парламентарним изборима 2016. године, странка је добила један мандат у скупштини, што је пад у односу на врхунац од два места на изборима 2014. године. Осваја три мандата на изборима 2020. године, након кампање албанске спољне службе за повећање политичког учешћа албанске етничке мањине из Прешевске долине на политичким изборима у Србији. На изборима 2022. године поново доживљава пад, те осваја један мандат.

## Резултати на изборима
| Избори | Вођа         | Гласови          | Гласови          | Мандати | Мандати    | Напомене                            | Улога           |
| Избори | Вођа         | #                | %                | #       | ±          | Напомене                            | Улога           |
| ------ | ------------ | ---------------- | ---------------- | ------- | ---------- | ----------------------------------- | --------------- |
| 1990.  | Риза Халими  | 21.998           | 0,44             | 1 / 250 | Стагнација |                                     | опозиција       |
| 1992.  | Риза Халими  | 17.172           | 0,36             | 0 / 250 | 1          |                                     | без мандата     |
| 1993.  | Риза Халими  | 29.342           | 0,68             | 1 / 250 | 1          | коалиција са ДПА                    | опозиција       |
| 1997.  | Риза Халими  | 14.179           | 0,34             | 1 / 250 | Стагнација | коалиција ДПБ                       | опозиција       |
| 2000.  | Риза Халими  | није учествовала | није учествовала | 0 / 250 | 1          |                                     | без мандата     |
| 2003.  | Риза Халими  | није учествовала | није учествовала | 0 / 250 | Стагнација |                                     | без мандата     |
| 2007.  | Риза Халими  | 16.973           | 0,42             | 1 / 250 | 1          | коалиција АПД                       | опозиција       |
| 2008.  | Риза Халими  | 16.801           | 0,41             | 1 / 250 | Стагнација | коалиција АПД                       | опозиција       |
| 2012.  | Риза Халими  | 13.384           | 0,30             | 1 / 250 | Стагнација | коалиција АПД                       | опозиција       |
| 2014.  | Риза Халими  | 24.301           | 0,68             | 2 / 250 | 1          |                                     | владина подршка |
| 2016.  | Риза Халими  | 16.262           | 0,43             | 1 / 250 | 1          |                                     | владина подршка |
| 2020.  | Шаип Камбери | 26.437           | 0,82             | 3 / 250 | 2          | коалиција АДА—УД                    | опозиција       |
| 2022.  | Шаип Камбери | 10.165           | 0,28             | 1 / 250 | 2          | Коалиција Албанаца Прешевске долине | опозиција       |
| 2023.  | Шаип Камбери | 13.501           | 0,36             | 1 / 250 | Стагнација | Коалиција Албанаца Прешевске долине | опозиција       |